# Ekaterina Dafovská
Ekaterina Dafovská (Екатерина Дафовска, * 28. listopadu 1975 Čepelare) je bývalá bulharská biatlonistka.
Na mistrovství světa v biatlonu získala třetí místo v běhu na 15 km v letech 1995 a 1997, na Zimních olympijských hrách 1998 na stejné trati vyhrála a získala tak pro Bulharsko první zlatou medaili ze zimní olympiády. Vyhrála pět závodů Světového poháru v biatlonu, v sezóně 2002/2003 skončila třetí v celkové klasifikaci sprintu. V roce 2004 vyhrála mistrovství Evropy v biatlonu na patnáctikilometrové trati. Je vdaná a má dvě děti, provozuje vlastní hotel a působí jako předsedkyně Bulharské biatlonové asociace.